# جعفر میلی منفرد
جعفر میلی منفرد (۱۳۳۲ – ۱۸ خرداد ۱۴۰۳) پژوهشگر، استاد تمام مهندسی برق دانشگاه صنعتی امیرکبیر و سیاستمدار اصلاح‌طلب ایرانی بود. وی دارای مدرک دکتری مهندسی برق قدرت از دانشگاه پاریس ۶ و عضو هیئت علمی دانشگاه صنعتی امیرکبیر بود. او دارای سوابق مختلف در وزارت علوم، تحقیقات و فناوری در دولت‌های پنجم، هفتم، هشتم و یازدهم بوده و در دولت دوم سید محمد خاتمی، پس از استعفای مصطفی معین، مدتی سرپرست وزارت علوم، تحقیقات و فناوری بوده است.
میلی منفرد اولین وزیر پیشنهادی وزارت علوم، تحقیقات و فناوری در کابینه حسن روحانی بود که موفق به اخذ رأی اعتماد از مجلس نهم نشد. وی از مجموع ۲۸۴ رأی مأخوذه با ۱۰۵ رأی موافق، ۱۶۲ رأی مخالف و ۱۵ رأی ممتنع موفق به کسب رأی اعتماد از مجلس نهم نشد. پس از رای عدم اعتماد جعفر توفیقی به عنوان سرپرست وزارت علوم، تحقیقات و فناوری منصوب شد. میلی منفرد در دورهٔ وزارت رضا فرجی دانا به معاونت آموزشی وزارت علوم منصوب شد که این انتصاب با مخالفت اصولگرایان مواجه و از دلایل استیضاح رضا فرجی دانا و عدم رای اعتماد به دو گزینهٔ بعدی وزارت علوم بود. محمد فرهادی پس از گرفتن رأی اعتماد مجلس، با استعفای میلی منفرد از معاونت آموزشی وزارت علوم موافقت نمود.

## سوابق علمی
جعفر میلی منفرد در خانواده‌ای متدین و آذری‌زبان در سال ۱۳۳۲ در تهران متولد شد. میلی منفرد مدرک کارشناسی خود را در رشته مهندسی برق قدرت در سال ۱۳۵۶ از دانشگاه صنعتی امیرکبیر دریافت کرد و پس از آن موفق به اخذ دیپلم تخصصی از مدرسه عالی سوپیلک (به فرانسوی: Supélec) در سال ۱۳۵۹ شد. میلی‌منفرد با پشت سر گذاشتن دوره کارشناسی ارشد خود در رشته مهندسی برق قدرت در دانشگاه پاریس ۶ در سال۱۳۶۰، در نهایت مدرک دکتری مهندسی برق قدرت خود را نیز سه سال بعد از همان دانشگاه دریافت کرد.
وی در حال حاضر استاد پایه ۲۵ (استاد تمام) مهندسی برق و عضو هیئت علمی گروه قدرت دانشکده مهندسی برق دانشگاه صنعتی امیرکبیر است.

## سوابق انقلابی
جعفر میلی منفرد حین تحصیل در مقطع دکتری در پاریس، با همراهی تعدادی از دانشجویان انقلابی، «کانون اسلامی دانشجویان در پاریس» را تأسیس کرد. او پس از این، مدتی نیز مسئولیت تشکیلات اتحادیه انجمن‌های اسلامی دانشجویان را در اروپا بر عهده گرفت و پس از بازگشت به وطن نیز به مدت پنج سال نمایندگی این اتحادیه را در تهران عهده‌دار بود.

## سوابق اجرایی
- مسئول چهار دوره تقویتی کارشناسی ارشد ایثارگران کشور (۱۳۶۵–۱۳۶۹)
- معاون امور جنگ دانشگاه صنعتی امیرکبیر (۱۳۶۶–۱۳۶۹)
- معاون آموزشی دانشگاه صنعتی امیرکبیر (۱۳۶۸–۱۳۶۹)
- سرپرست دانشگاه تفرش (۱۳۶۸–۱۳۶۹)
- معاون دانشجویی وزارت علوم، تحقیقات و فناوری (۱۳۶۹–۱۳۷۲)
- معاون پژوهشی دانشگاه صنعتی امیرکبیر (۱۳۷۲–۱۳۷۶)
- معاون دانشجویی و فرهنگی وزارت علوم، تحقیقات و فناوری (۱۳۷۶–۱۳۷۹)
- معاون فناوری وزارت علوم، تحقیقات و فناوری (۱۳۷۹–۱۳۸۱)
- رئیس سازمان پژوهشهای علمی و صنعتی ایران (۱۳۷۹–۱۳۸۱)
- سرپرست وزارت علوم، تحقیقات و فناوری (۱۳۸۲)
- قائم مقام وزیر و معاون طرح و توسعهٔ وزارت علوم، تحقیقات و فناوری (۱۳۸۲–۱۳۸۴)
- سرپرست گروه مکاترونیک دانشگاه صنعتی امیرکبیر (۱۳۸۴-اکنون)
- مسئول قطب علمی قدرت دانشگاه صنعتی امیرکبیر (۱۳۸۵-اکنون)
- معاون آموزشی وزارت علوم، تحقیقات و فناوری (۱۳۹۲–۱۳۹۳)[۷][۸]

## حضور در دولت یازدهم

### نامزدی وزارت علوم، تحقیقات و فناوری
پس از انتخاب حسن روحانی به عنوان رئیس دولت یازدهم ایران، روحانی، جعفر میلی‌منفرد را به عنوان گزینه نهایی تصدی وزارت علوم تحقیقات و فناوری معرفی کرد. در مدت یک روز مانده به شروع جلسات رای اعتماد به کابین روحانی نامه ۲۴۰۰ تن از استادان دانشگاه‌های ایران منتشر شد که از کسب ریاست وزارت علوم توسط وی حمایت کرده بودند. این استادان مشتمل بر ۱۴۵۰ نفر عضو اعضای هیئت علمی دانشگاه‌های دولتی و حدود ۹۰۰ نفر اعضای هیئت علمی دانشگاه آزاد اسلامی است.
در طی بررسی‌های مجلس، ابراهیم کارخانه عضو کمیسیون انرژی، محمد دهقان عضو هیئت رئیسه، فرهاد بشیری و عبدالوحید فیاضی عضو کمیسیون آموزش و تحقیقات، در مخالفت با میلی منفرد و علی مطهری عضو کمیسیون فرهنگی و مسعود پزشکیان عضو کمیسیون بهداشت و درمان به عنوان موافق در پشت تریبون مجلس حاضر شدند.
بر اساس رای‌گیری که در تاریخ ۲۴ مرداد سال ۱۳۹۲ در مجلس شورای اسلامی انجام شد میلی منفرد با ۱۰۵ رای موافق ۱۶۵ رای مخالف و ۱۵ رای ممتنع نتوانست اعتماد مجلس را جلب کرده و وزیر علوم شود.
علی مطهری در ۲۶ مرداد در مصاحبه‌ای با روزنامهٔ شرق در انتقاد به جریان رأی‌گیری اظهار داشت که سخنان برخی از نمایندگان جز از طریق دسترسی به اسناد وزارت اطلاعات امکان‌پذیر نبوده است. او گفت: «این که نماینده‌ها، برگهٔ بازجویی یک وزیر را کپی کرده و آن را در کازیهٔ نمایندگان قرار دهند، غیرقانونی بوده و برای همه سؤال‌برانگیز است.»
در ۱۶ آذر ۱۳۹۴، حسن روحانی، رئیس‌جمهور در مراسم روز دانشجو در دانشگاه صنعتی شریف ضمن اشاره به روند تغییرات وزارت علوم در دولت یازدهم گفت: «راه دولت یازدهم نسبت به دانشگاه، وزارت علوم و دانشجو تغییر نکرده و از فرجی دانا تا فرهادی این راه نباید تغییر کند. البته از زمان میلی‌منفرد.»

### معاونت آموزشی وزارت علوم، تحقیقات و فناوری
پس از رأی عدم اعتماد مجلس به میلی منفرد، رضا فرجی دانا توانست برای تصدی وزارت علوم، تحقیقات و فناوری از مجلس رأی اعتماد بگیرد. فرجی دانا در ۱۲ آبان ۱۳۹۲، طی حکمی جعفر میلی منفرد را به عنوان معاونت آموزشی وزارت علوم، تحقیقات و فناوری منصوب نمود. انتصاب میلی منفرد و جعفر توفیقی در وزارت علوم با واکنش منفی برخی از نمایندگان مجلس روبرو شد و ۸۲ نماینده مجلس اقدام به ارسال تذکری کتبی برای وی کردند. چند روز بعد ۱۵۰ نفر از نمایندگان مجلس در نامه‌ای به رئیس‌جمهور از او درخواست کردند در برخی انتصابات وزارت علوم مداخله کند و خواستار تجدیدنظر در بعضی از این انتصابات شدند. فرجی دانا نیز در پاسخ به نمایندگان گفت: «افرادی که در وزارت علوم منصوب شدند بعد از فرمایش‌های مقام معظم رهبری و پس از آنکه بحث فتنه پیش آمد، هیچ موقع عکس العملی نداشتند و فرمایش‌های رهبری را به عنوان فصل الخطاب پذیرفتند.» او همچنین تأکید کرد که اگر وزارت اطلاعات اثبات و اعلام کند این افراد با فتنه ارتباطی دارند، در این انتصابات تجدید نظر خواهد کرد. فرجی دانا مدتی بعد در مصاحبه‌ای اعلام کرد:
«آنچه بر اساس اختیارات و طی مراحل قانونی انجام شده است را نقض نخواهیم کرد.»
انتصاب توفیقی و میلی منفرد نهایتاً موجب شد فرجی دانا اولین کارت زرد مجلس را گرفته و پس از نه ماه توسط مجلس استیضاح شود.
جعفر میلی منفرد در ۱۲ شهریور ۱۳۹۳، اعلام کرد که معاونت آموزشی وزارت علوم، طرح نیازسنجی آموزش عالی را امسال تدوین و اجرا می‌کند. او همچنین در ۱۷ مهر ۱۳۹۳ و در حاشیهٔ مراسم آغاز سال تحصیلی دانشگاه تهران با بیان اینکه یکی از اولویت‌های کشور توسعه کمی و کیفی گروه‌های مهارتی است، از تشکیل «شورای عالی مهارت» برای انسجام‌بخشی دانشگاه فنی و حرفه‌ای و علمی و کاربردی خبر داد. او همچنین گفت: «ورودی دوره کارشناسی دانشگاه‌ها کاهش یافته است. ما سعی کردیم کیفیت را خط قرمز فعالیت‌های خودمان قرار دهیم و کمک کنیم تا این بحث در دانشگاه‌ها بیشتر مورد توجه قرار گیرد، بنابراین مجوز جدیدی را برای مرکز جدیدی صادر نکرده‌ایم.»
جعفر میلی منفرد در ۲۴ آبان ۱۳۹۳، و در آستانهٔ برگزاری جلسهٔ رأی اعتماد مجلس به فخرالدین احمدی دانش آشتیانی از معاونت آموزشی وزارت علوم، استعفا نمود، اما استعفای وی با مخالفت محمدعلی نجفی، سرپرست وزارت علوم، تحقیقات و فناوری مواجه شد. پس از آن که محمد فرهادی توانست برای تصدی وزارت علوم از مجلس رأی اعتماد بگیرد، با استعفای میلی منفرد، موافقت نموده و مجتبی شریعتی نیاسر را به‌عنوان معاون آموزشی وزارت علوم منصوب کرد.

## تالیفات
تألیف سه کتاب، ترجمه چند کتاب و نگارش بیش از ۵۰ مقاله علمی ISI برخی از سوابق علمی ایشان است.

## درگذشت
وی در روز ۱۸ خرداد ۱۴۰۳ پس از تحمل یک دوره بیماری درگذشت.